# Быстрица (Кировская область)
Быстрица — село в Оричевском районе Кировской области, административный центр Быстрицкого сельского поселения.

## География
Находится на левом берегу реки Быстрица на расстоянии примерно 15 километров по прямой на северо-восток от районного центра поселка Оричи.

## История
Известно с 1595 года как погост с Николаевской церковью. В 1671 году упоминается уже погост Быстрицкий с 5 дворами. В 1764 году отмечается село Быстритское с 83 жителями. В 1873 году учтено было дворов 31 и жителей 138, в 1905 54 и 367, в 1926 78 и 341, в 1950 75 и 225 соответственно. В 1989 году учтено было 760 жителей. Каменная Троицкая церковь построена была в 1753 году. В селе работал учителем некоторое время художник Васнецов.

## Население
Постоянное население составляло 597 человек (русские 96 %) в 2002 году, 597 в 2010.